# Syrian Air
Syrian Air (ar. السورية) – syryjska narodowa linia lotnicza, z siedzibą w Damaszku, głównym węzłem jest Port lotniczy Damaszek. Wykonuje połączenia do krajów Azji i Afryki.
W latach 1961–1975 przewoźnik realizował połączenia pod nazwą Syrian Arab Airlines. Od 1975 należy do stowarzyszenia Arab Air Carriers Organization.

## Flota
Według stanu na lipiec 2025 flota Syrian Air składała się z 13 samolotów o średnim wieku 24,7 lat:
| Samolot         | Samolot | Samolot   | Liczba miejsc | Liczba miejsc | Liczba miejsc | Uwagi |
| Model           | Aktywne | Zamówione | B             | E             | Łącznie       | Uwagi |
| --------------- | ------- | --------- | ------------- | ------------- | ------------- | ----- |
| ATR 72          | 2       | –         | –             | 66            | 138           |       |
| Airbus A320-200 | 8       | –         | 7             | 144           | 151           |       |
| Airbus A340-300 | 2       | –         | 32            | 263           | 295           |       |
| Łącznie         | 13      | 0         |               |               |               |       |